# Accompagnamento salariale (Svizzera)
In Svizzera l'accompagnamento salariale (porting salariale, portage salarial) è una nuova forma di lavoro che consente a un individuo di svolgere incarichi lavorativi a breve o lungo termine mantenendo lo status di lavoratore dipendente. A differenza del lavoro interinale, del payrolling o dei servizi di contabilità, che sono in uso da molti anni, il porting salariale coinvolge tre parti: il dipendente, l'azienda cliente e la società di porting salariale. Tuttavia, se viene utilizzata per affiliare a queste assicurazioni un lavoratore che è in realtà indipendente, tale procedura viene considerata illecita secondo il diritto delle assicurazioni sociali svizzero. Secondo la legge, i lavoratori che praticano un'attività di indipendente tramite il porting salariale "rischiano di non vedersi riconosciute determinate prestazioni sociali, sebbene abbiano pagato i contributi necessari".

## Storia
Nel corso degli anni 2000 il concetto di accompagnamento salariale viene introdotto nella Svizzera romanda, sebbene per una quindicina d'anni abbia ricevuto scarsa attenzione da parte dei media e del pubblico in generale. Poiché il porting salariale è caratterizzata da un rapporto tripartito che può ricordare il funzionamento delle agenzie di interim, le autorità svizzere hanno deciso di regolamentarla con la stessa convenzione. Quindi, a livello legislativo, le società di porting salariale sono equiparate alle società di payrolling o di lavoro temporaneo. Per questo motivo, molte aziende che originariamente esercitavano il prestito del personale attraverso il lavoro temporaneo o il payrolling si sono riposizionate negli anni 2010 come agenzie di porting salariale.
Ancora regolato dalla Legge sul Collocamento, il porting salariale in Svizzera si è sviluppato lentamente tra il 2014 e il 2017. Il concetto comincia a essere esportato anche dall'altra parte della Saarland. Tuttavia, è solo con la crisi del COVID che questa nuova forma di lavoro è venuta alla luce.  In effetti, gli interrogativi sull'equilibrio tra vita professionale e privata spingono i dipendenti a cercare nuove forme di lavoro, mentre l'incertezza economica spinge molte aziende a controllare i costi e a favorire i contratti di consulenza a tempo determinato.

## Quadro giuridico
A differenza di altri Paesi (come Francia e Inghilterra) in cui l'accompagnamento salariale è pienamente riconosciuto, in Svizzera ciò non avviene e la materia è ancora regolamentata dalla Legge federale sul collocamento e il personale a prestito (LC) . Un contratto di porting salariale deve quindi prevedere un contratto che specifichi il lavoro da svolgere, una retribuzione, una durata e un rapporto di subordinazione - se non gerarchico, organizzativo. Ciò significa che il dipendente non si assume il rischio economico, a differenza di un lavoratore freelance. Tuttavia se il rapporto contrattuale non è instaurato nelle debite forme può configurarsi come "contratto di lavoro simulato" (sentenza 28 marzo 2017, Tribunale del lavoro della Corte di giustizia del Canton Ginevra).
Se queste caratteristiche dello status di dipendente non sono evidenti nella natura del rapporto di lavoro, un contratto di lavoro non può essere valido ai sensi del diritto svizzero delle assicurazioni sociali. In effetti, l'utilizzo del porting salariale per fatturare i servizi di un lavoratore indipendente è illegale e le assicurazioni sociali hanno il diritto di rifiutare la persona fittiziamente dipendente. Ogni caso deve essere valutato caso per caso per verificare che la persona "è integrata nell‘organizzazione lavorativa del cliente ed è soggetta alle sue istruzioni".

## Come funziona
Per avviare un rapporto di lavoro autonomo, il lavoratore deve prima firmare un contratto quadro con una società di porting salariale. Questo contratto è chiamato "contratto quadro" perché stabilisce le condizioni generali (copertura sociale, diritto alle ferie, periodi di preavviso, ecc.) che saranno identiche per tutti i mandati svolti durante questo rapporto.
Una volta firmato il contratto quadro, il lavoratore in porting salariale sceglie gli incarichi sui quali desidera lavorare; questi incarichi vengono reperiti principalmente attraverso la sua rete di contatti e, in misura minore, attraverso la società di porting salariale. Dopo aver discusso le condizioni con l'azienda cliente e averne verificato la conformità legale, viene firmato un contratto di incarico.
Una volta che i servizi sono stati forniti o in base alle condizioni stabilite nel contratto di incarico, la società di porting salariale invia una fattura all'azienda cliente per i servizi del dipendente. Non appena la società di porting salariale riceve il denaro, viene effettuata una detrazione per i costi di gestione della società e il resto dell'importo viene convertito in stipendio; lo stipendio lordo viene calcolato per poter detrarre correttamente i costi salariali del datore di lavoro e del dipendente. Infine, il dipendente riceve il suo stipendio netto sul suo conto bancario e una busta paga.
Nel caso di guadagni intermedi - si parla di guadagni intermedi quando un lavoratore ha diritto all'assicurazione contro la disoccupazione e svolge incarichi paralleli - la società di porting salariale compila ogni mese un modulo per la cassa integrazione.
Questa soluzione è quindi interessante dal punto di vista del lavoratore, in quanto gli consente di lavorare anche durante un periodo di disoccupazione, evitando tutte le incombenze amministrative e garantendo la sua copertura previdenziale. Questa soluzione è interessante anche per le aziende, in quanto consente loro di avvalersi di numerosi esperti senza dover sostenere gli oneri amministrativi legati all'assunzione e al controllo della propria forza lavoro.

## Assicurazione sociale
Poiché il dipendente è un collaboratore della società di porting salariale, contribuisce a tutte le assicurazioni sociali svizzere. Le tariffe minime sono regolate dal Contratto Collettivo di Lavoro (CCL) per il prestito del personale. Tuttavia, le percentuali possono variare da una società all'altra (senza scendere al di sotto del minimo).
Un lavoratore in porting salariale è quindi soggetto agli stessi costi salariali di un lavoratore temporaneo o di un dipendente in payrolling. La differenza principale sta nel fatto che il servizio di porting salariale offre molta più trasparenza sul costo dei contributi previdenziali per il professionista. Infatti, un professionista sotto contratto con un servizio di payrolling non avrà visibilità sull'importo fatturato all'azienda cliente e sugli oneri sociali del datore di lavoro. Il dipendente in porting salariale, invece, è coinvolto in tutte le discussioni e conosce con precisione gli importi che vengono versati alle varie istituzioni grazie ai suoi orari di lavoro.
Tuttavia secondo l'Ufficio federale svizzero delle assicurazioni sociali (UFAS) "tale procedura è illecita" secondo il diritto delle assicurazioni sociali elvetico se utilizzato per mascherare un'attività indipendente comme un'attività d'impiego, di conseguenza il versamento dei contributi non garantisce il diritto a godere delle prestazioni sociali conseguenti.. Difatti, a differenza di un dipendente temporaneo o di un dipendente in payrolling, l'UFAS non considera automaticamente i lavoratori in porting salariale quali lavoratori dipendenti. È quindi essenziale rispettare il quadro giuridico definito dalla LC.

## Confusione con i servizi Interim, Payrolling e Payroll
Esistono diversi servizi che consentono a un'azienda che impiega personale in Svizzera di gestire gli stipendi dei propri collaboratori. Tra i più noti, si possono citare il servizio di assunzione temporanea (interim) e il servizio di payrolling, entrambi disciplinati dalla LC, e il servizio di busta paga che non è soggetto alla LC. Tuttavia, tutti questi hanno uno scopo e una funzione diversi del porting salariale.

### Lavoro temporaneo
Più comunemente conosciuto come lavoro interinale dai professionisti che lo utilizzano, questo servizio consente a un'azienda di gestire rapidamente un'eccedenza di lavoro. Utilizzando questo servizio, l'azienda non deve effettuare un processo di reclutamento, poiché è l'agenzia interinale a proporre i candidati. L'agenzia si occupa quindi di tutti i dettagli amministrativi, come il contratto d'incarico e la gestione dei salari per tutta la durata dell'incarico. In termini di costi per l'azienda, occorre valutare la ricerca e la fornitura di un candidato, nonché la gestione e il pagamento del suo stipendio.

### Payrolling
Un'azienda può scegliere di utilizzare il payrolling se desidera lavorare con un professionista senza volerlo addebitare al proprio libro paga. Le ragioni possono essere molteplici: di bilancio, di gestione del rischio - i periodi di licenziamento per un dipendente a tempo indeterminato assunto direttamente dall'azienda sono più lunghi - o semplicemente per motivi amministrativi. In questo caso, non appena l'azienda trova il professionista adatto alle sue esigenze, si rivolge a un'agenzia di payrolling per assumerlo. L'agenzia sarà quindi il datore di lavoro del professionista e si occuperà della gestione del suo stipendio. In termini di costi per l'azienda, vengono addebitati tramite fattura solo la gestione e il pagamento dello stipendio.

### Payroll o gestione delle buste paga
Il servizio di buste paga si differenzia fondamentalmente dalle assunzioni interinali, dal payrolling e dal porting salariale in quanto non richiede che l'agenzia sia il datore di lavoro del professionista. Nella maggior parte dei casi, un'azienda utilizza il servizio paghe per tutti i suoi dipendenti. Utilizza l'agenzia solo come amministratore delle retribuzioni. L'agenzia non paga gli stipendi.

### Vantaggi e svantaggi per il dipendente
L'autonomia e la flessibilità offerte dalla società di porting salariale consentono al dipendente di cogliere quasi tutte le opportunità che gli si presentano. Ad esempio, gli permette di fare guadagni intermedi e quindi di rimanere molto attivo durante i periodi di disoccupazione. Questo servizio può anche aiutare i giovani laureati a entrare nel mondo professionale. È anche un modo per accelerare la propria carriera, diversificando l'esperienza con diverse aziende e riducendo le difficoltà amministrative, dato che l'intero stipendio è pagato da un'unica entità.
Lo svantaggio principale (oltre alla percentuale che deve essere versata all'azienda intermediaria) è dato dall'incertezza del quadro giuridico elvetico per cui l'accompagnamento salariale non appare conforme al diritto delle assicurazioni, col rischio di perdere i contributi versati.

### Vantaggi per le aziende
La tendenza delle aziende a lavorare più regolarmente con consulenti esterni invece di assumere un dipendente è caratteristica della flessibilizzazione del mercato del lavoro svizzero. Ciò riflette la crescente esigenza di flessibilità, agilità e reattività delle aziende. Tuttavia, non è raro che un'azienda che ha contattato un professionista per affidargli un mandato di lavoro autonomo debba rinunciare a questo professionista perché l'autorità federale (AVS) non gli ha concesso lo status di lavoratore indipendente.
Inoltre, sono interessanti anche i profili dei consulenti che svolgono mandati come liberi professionisti. Poiché la maggior parte dei liberi professionisti desidera una maggiore autonomia nella gestione del proprio lavoro, sono spesso molto responsabili e preoccupati della qualità del lavoro svolto. In questo modo, è possibile trovare un'ampia varietà di accordi per soddisfare al meglio le specificità del progetto da condurre.
Per tutti questi motivi, il porting salariale è uno strumento sempre più utilizzato in Svizzera.

## Punti deboli dell'accompagnamento salariale
Sebbene il porting salariale risponda a un'esigenza reale del mercato del lavoro, in Svizzera non ha ancora uno status proprio. Sebbene la Legge federale sul collocamento e il personale a prestito (LC) fornisca un quadro giuridico sufficiente per il suo sviluppo, la confusione tra porting salariale, payrolling, interim e servizi di payroll rende difficile la comprensione da parte del pubblico in generale e quindi ne ritarda l'adozione.
Inoltre, anche all'interno del settore, alcune società pubblicizzano l'offerta di porting salariale quando in realtà la loro pratica è molto più vicina a un rapporto individuale con l'azienda cliente e quindi a un servizio di payrolling. Questa situazione si aggiunge alla confusione generale e all'incomprensione del pubblico.
Perciò, il pericolo maggiore che il porting salariale sta affrontando ultimamente è la proliferazione di aziende che offrono questo status a persone che non ne hanno diritto, ovvero liberi professionisti. L'obiettivo è quello di offrire uno status di dipendente fittizio ai professionisti che non possono contribuire a determinati regimi assicurativi, come l'assicurazione contro la disoccupazione. Ovviamente, questa pratica non è in linea con la legge svizzera sulle assicurazioni sociali. Le assicurazioni possono quindi in tali casi rifiutare il diritto alla copertura contro la disoccupazione, se il porting salariale è stato utilizzato illecitamente.